# ジャスモン酸メチル
ジャスモン酸メチル（ジャスモンさんメチル、methyl jasmonate、略称: MeJA）は、植物防御や、種子発芽、根の伸長、開花、果実の熟成、老化といった種々の発生経路において用いられる揮発性有機化合物の一つである。1962年に Demoleらがジャスミンの花から得られるジャスミン油から香気成分として単離した。
ジャスモン酸メチルは、S-アデノシル-L-メチオニン:ジャスモン酸カルボキシルメチルトランスフェラーゼによってジャスモン酸から合成される。植物は多くの生物（特に摂食）および非生物的ストレス（特に傷害）に応答して、損傷を受けた部位でジャスモン酸ならびにジャスモン酸メチルを生産する。ジャスモン酸メチルは植物の防御システムのシグナルとして使用されたり、物理的な接触や空気を通じて拡散し、損傷を受けていない植物に防御反応を引き起こす。傷害を受けていない植物は気孔あるいは拡散によって空気中のMeJAを吸収する。
MeJAは、植物によるファイトアレキシン、ニコチン、プロテイナーゼ阻害剤といった様々な種類の防御化学物質の産生を誘導する。MeJAは受容体媒介型シグナル伝達経路を通じてプロテイナーゼ阻害剤遺伝子を活性化する（植物の防御反応）。プロテイナーゼ阻害剤は昆虫の消化過程を妨げ、昆虫が再び植物を食べようとするのをやめさせる。
MeJAはロッジポールパインにおける傷害樹脂道生産を刺激するために使用されてきた。これはある種のワクチンとして多くの昆虫に対する防御となる。
MeJAはまた、巻きひげの丸まりや開花、種子や果実の成熟などに関わる植物ホルモンである。MeJAの増大は開花時間や花の形態、開花した花の数などに影響を与える。MeJAはエチレン合成酵素活性を誘導する。これによってエチレンの量が果実の成熟に必要な量まで上昇する。
植物の根でMeJAの量が増大すると根の伸長が阻害される。
MeJAは、がん細胞のミトコンドリアからのシトクロムcの放出を誘導し、その結果細胞死を引き起こすが、正常細胞は傷付けない。MeJAは慢性リンパ球性白血病 (CLL) 細胞において細胞死を引き起こすが、正常な血液リンパ球に対しては細胞死を引き起こさない。